# The 925 Building
The Centennial, anteriormente The 925 Building, y Huntington Building, originalmente Union Trust Building, es un edificio de oficinas de gran altura en la avenida Euclid de Cleveland, en el estado de Ohio (Estados Unidos). Cuando se completó en 1924, era el segundo edificio más grande del mundo en términos de superficie, con más de 12 ha. También incluía el lobby bancario más grande del mundo, que hoy en día sigue siendo uno de los más grandes del mundo. El vestíbulo cuenta con enormes columnas corintias de mármol, techos abovedados y coloridos murales de Jules Guerin.

## Diseño e historia
El edificio de 88 metros altura fue diseñado por la firma de Graham, Anderson, Probst & White, quienes también fueron responsables del diseño de la Terminal Tower. Fue renovado en 1975 bajo la dirección del arquitecto de Cleveland Peter van Dijk, y nuevamente por Hines Properties en 1991. Tiene un vestíbulo de boletos en la azotea y una sala de espera diseñada para vuelos en dirigible a Nueva York y Chicago; el techo nunca se utilizó debido a los fuertes vientos del lago Erie.
En junio de 2010 fue adquirida por 18,5 millones de dólares por Optima International, una firma de inversión inmobiliaria con sede en Miami dirigida por Chaim Schochet y 2/3 propiedad de Privat Group, uno de los grupos bancarios y empresariales más grandes de Ucrania. Contemplando originalmente cerrar el edificio debido a una tasa de vacantes muy alta, Chaim Chochet y Chip Marous propusieron en septiembre de 2014 una renovación del edificio de 231 millones de dólares en una instalación de uso mixto que combina oficinas, apartamentos, condominios y un hotel boutique.
En junio de 2015, Terry Coyne, un corredor de bienes raíces comerciales de Newmark, negoció la venta a Hudson Holdings LLC por 22 millones de dólares. Hudson comenzó una renovación de 280 millones de dólares del edificio que contará con 550 apartamentos, un hotel de lujo de 300 habitaciones, 18 580 m² de tiendas, un salón de banquetes, espacio para conferencias y un vestíbulo abierto al público.
El 4 de mayo de 2018, Hudson vendió la propiedad a The Millennia Companies, con sede en Cleveland. Millennia anunció en noviembre de 2018 que el proyecto en adelante se conocería como The Centennial, y que la compañía gastaría aproximadamente 270 millones de dólares  en la renovación de la estructura.

## Galería

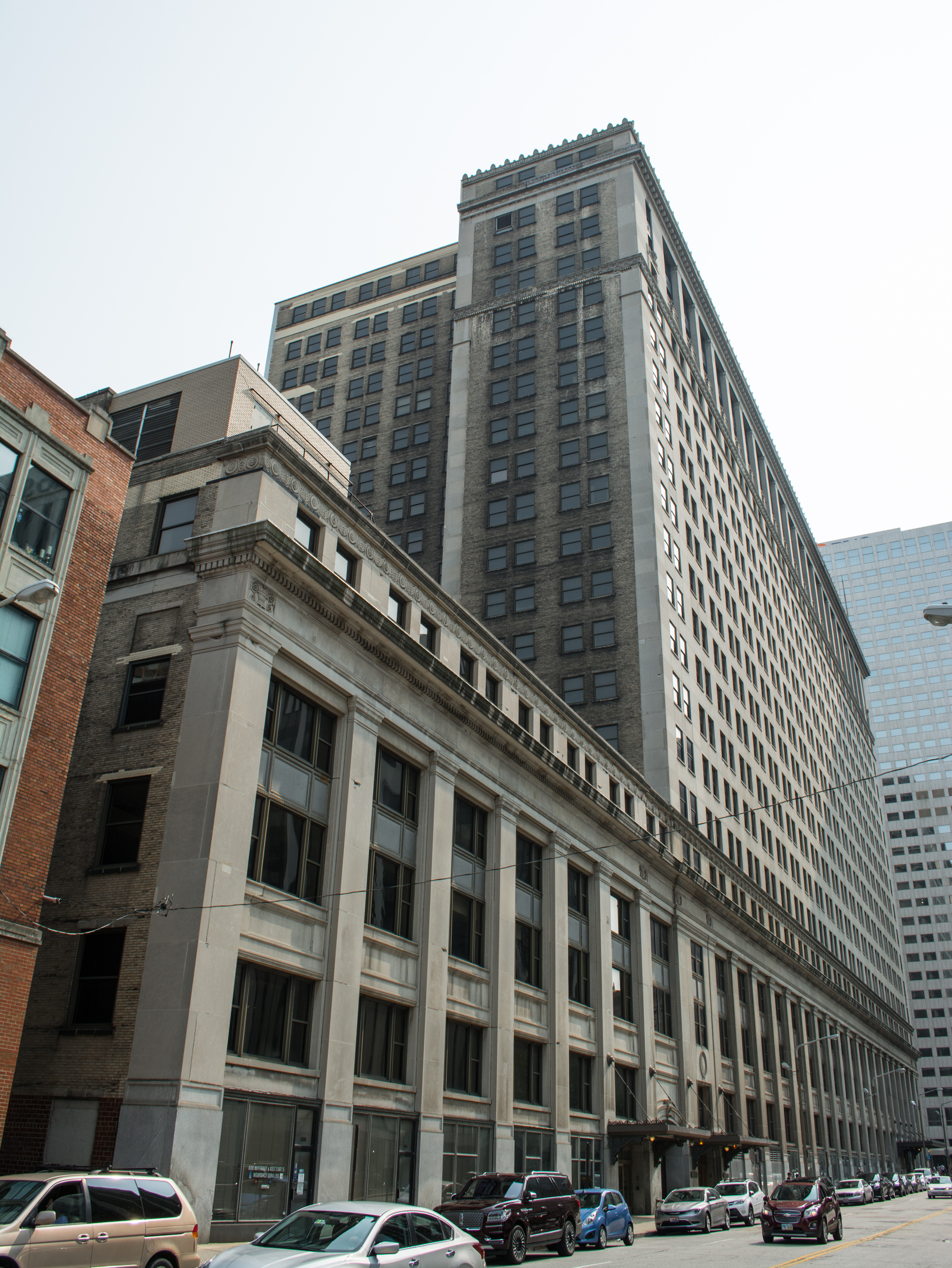
Vista desde la calle
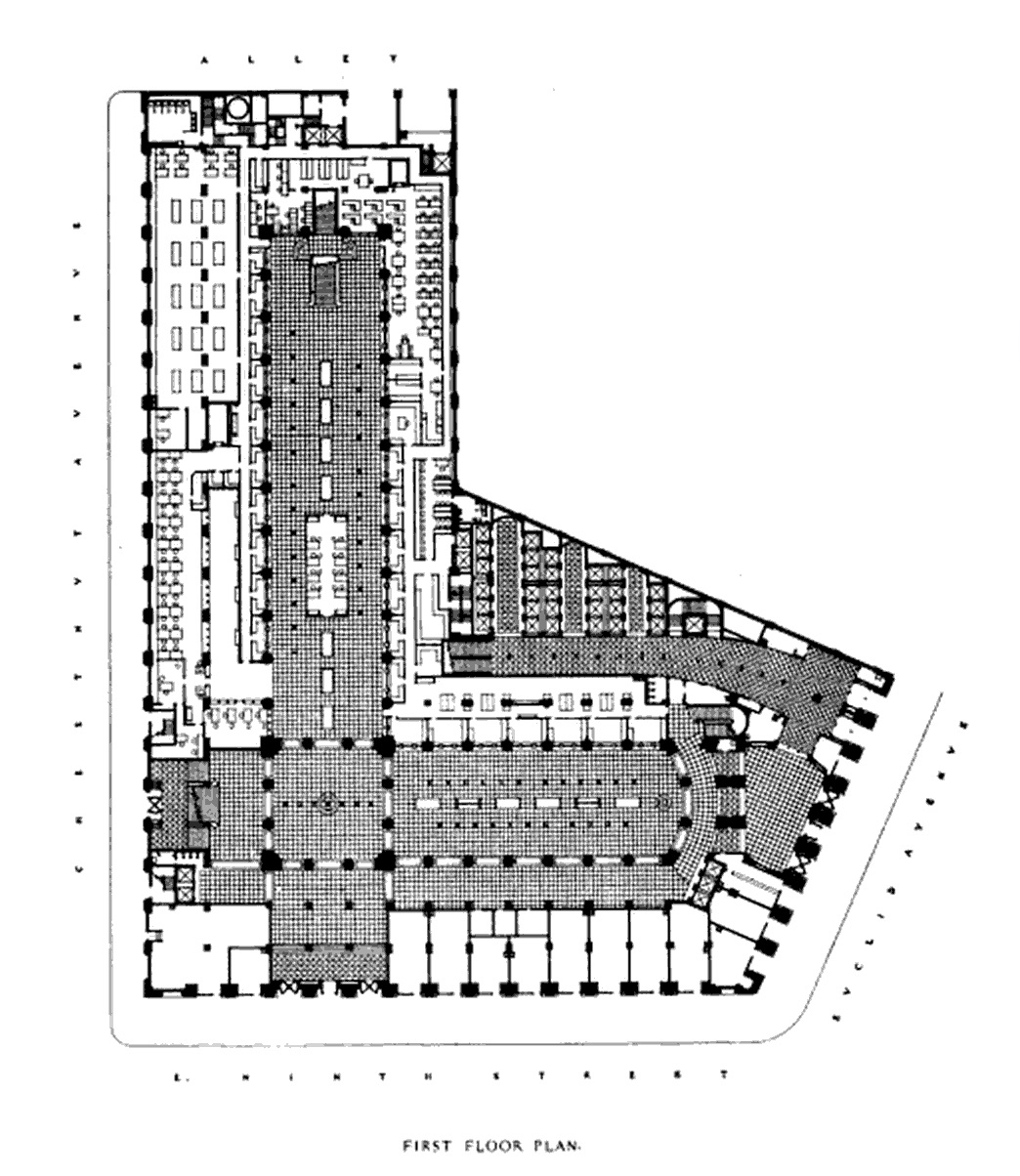
Planta  del edificio
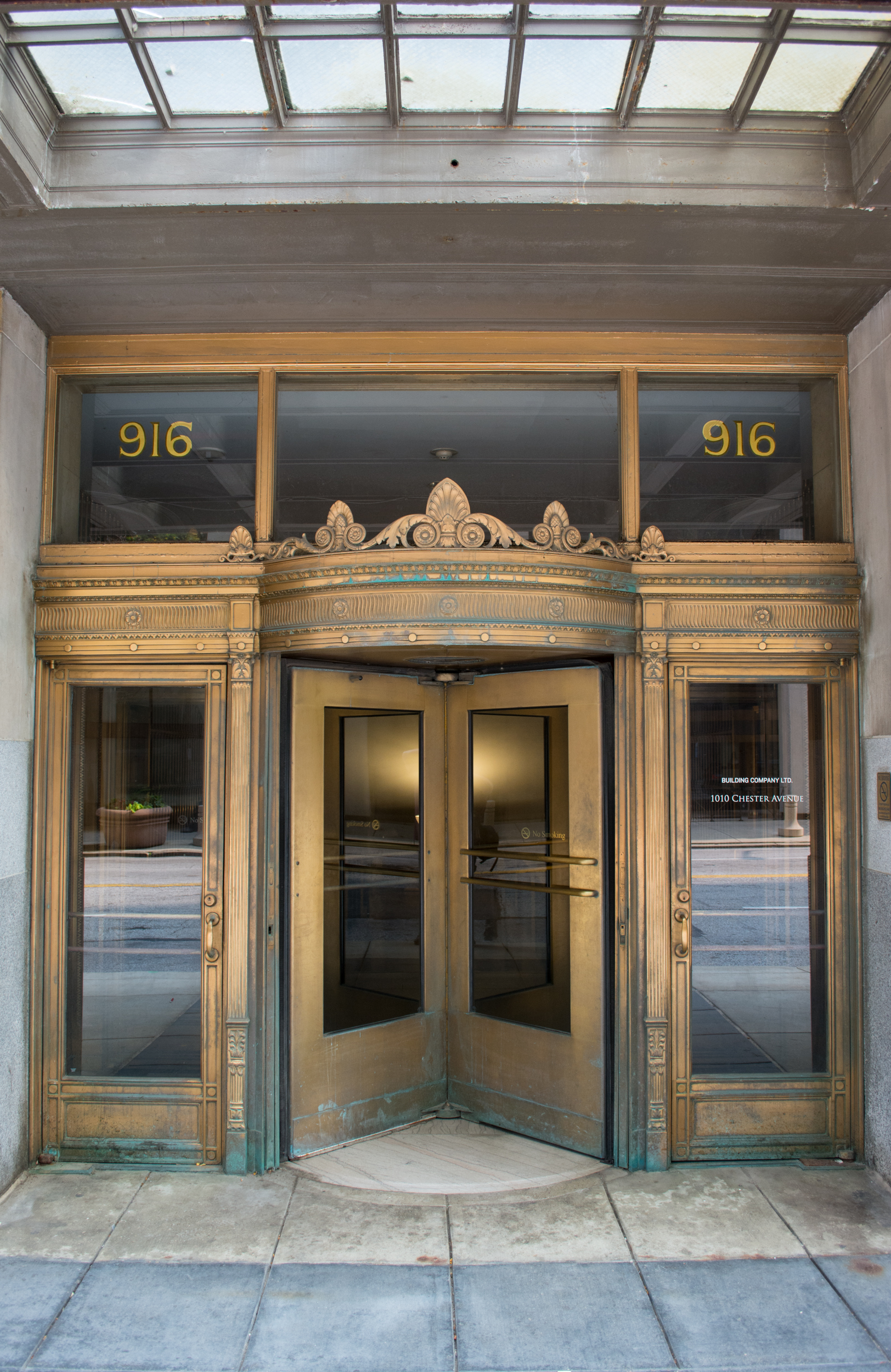
Entrada principal
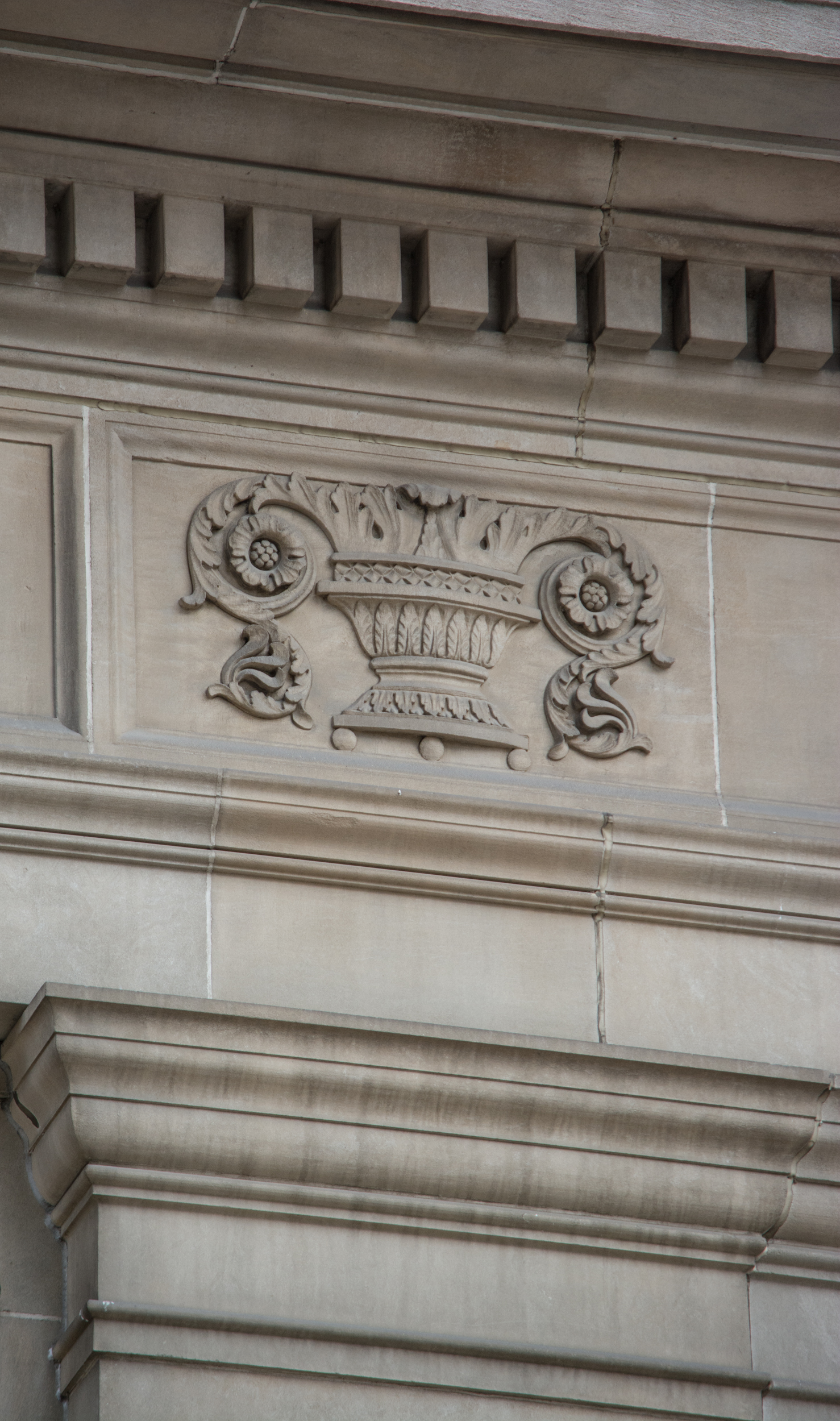
Altorrelieve
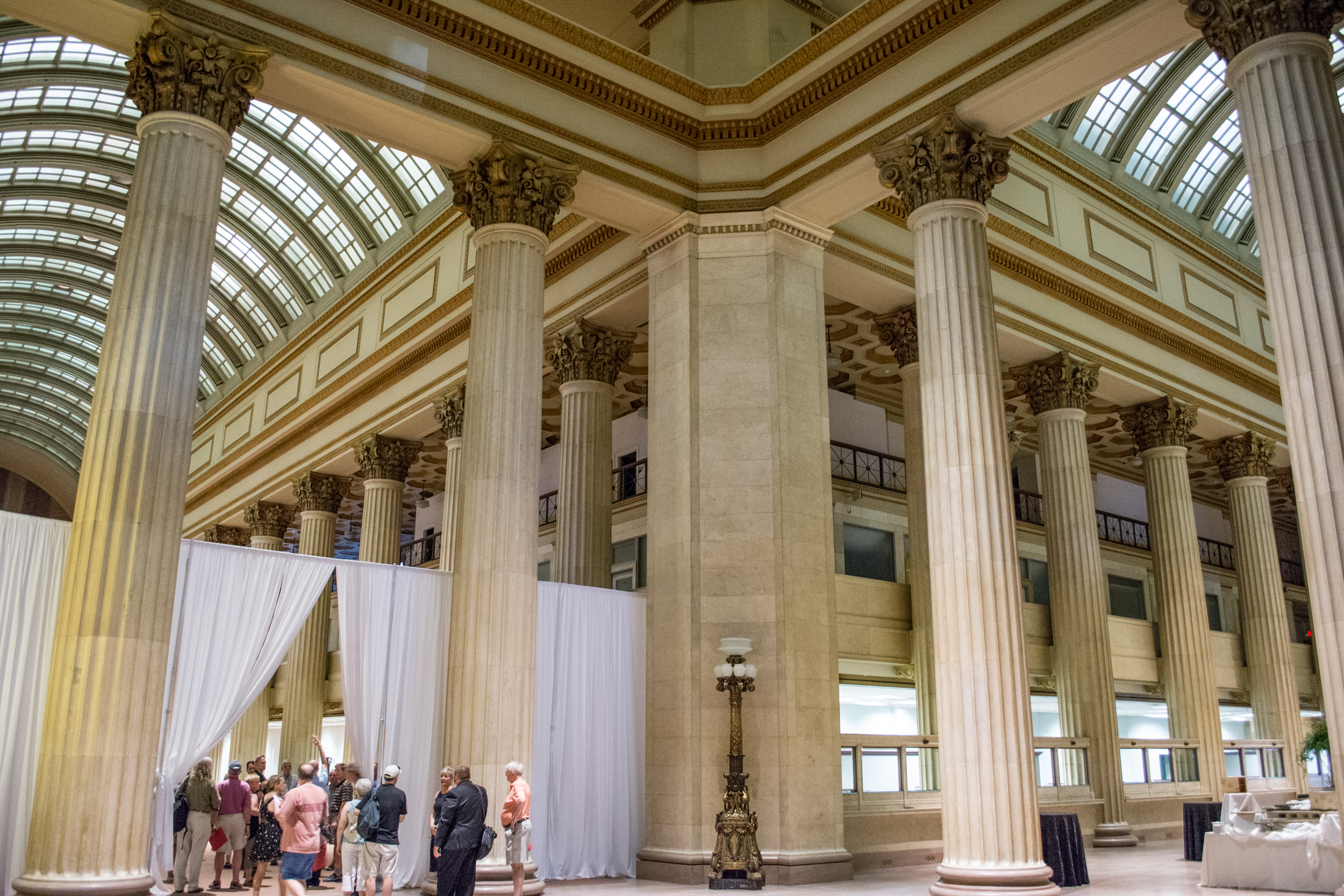
Peristilo
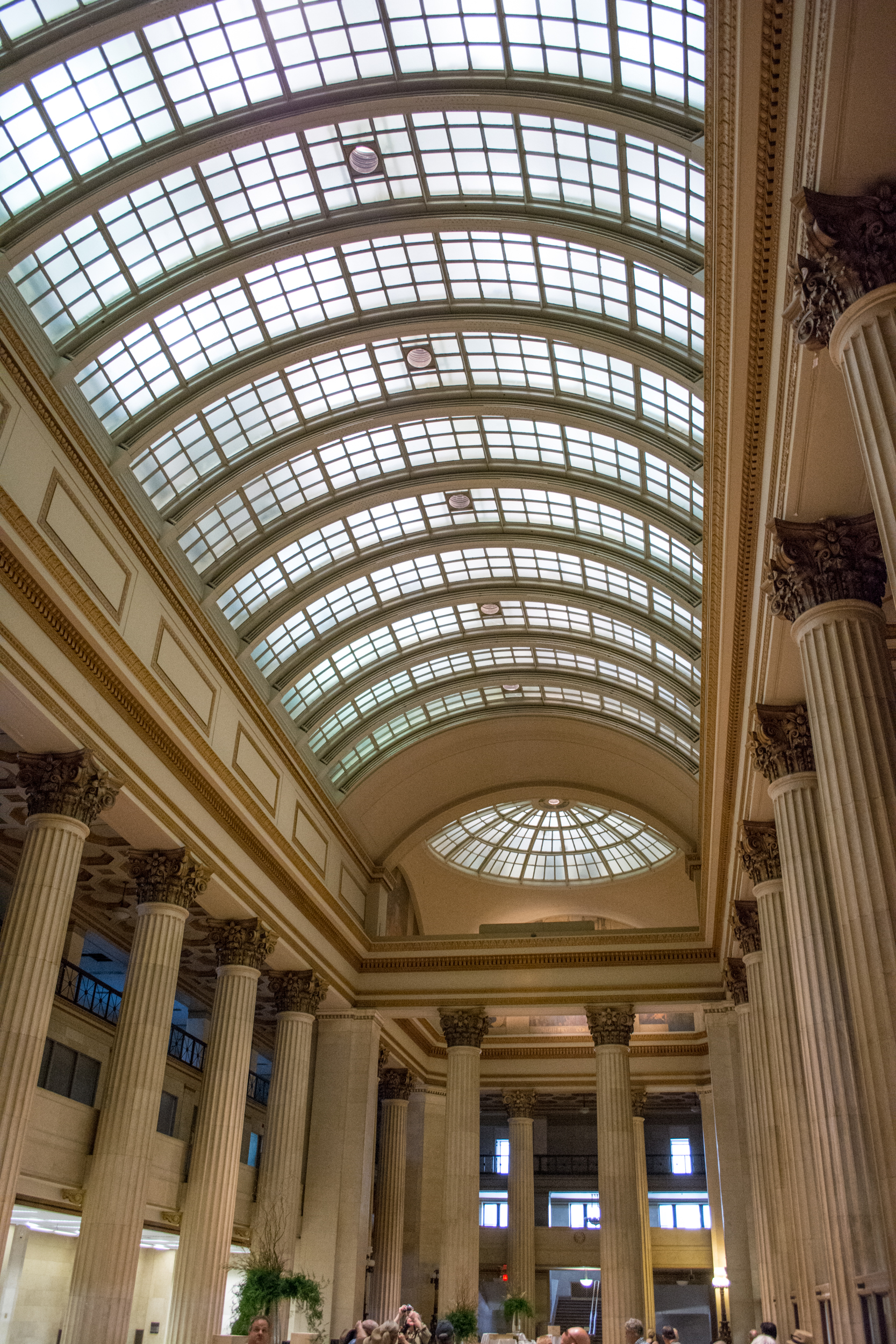
Bóveda de cañón acristalada
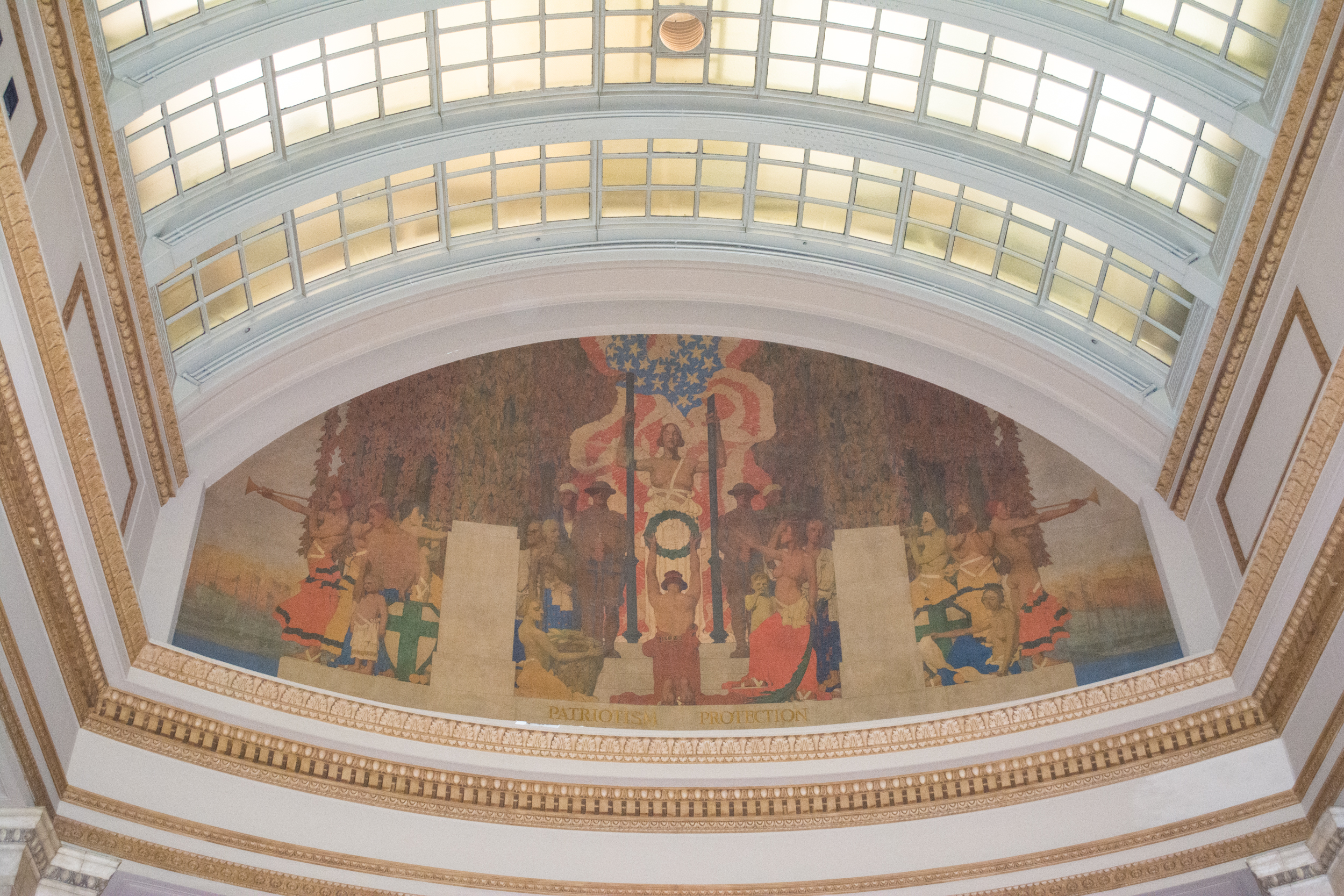
Fresco
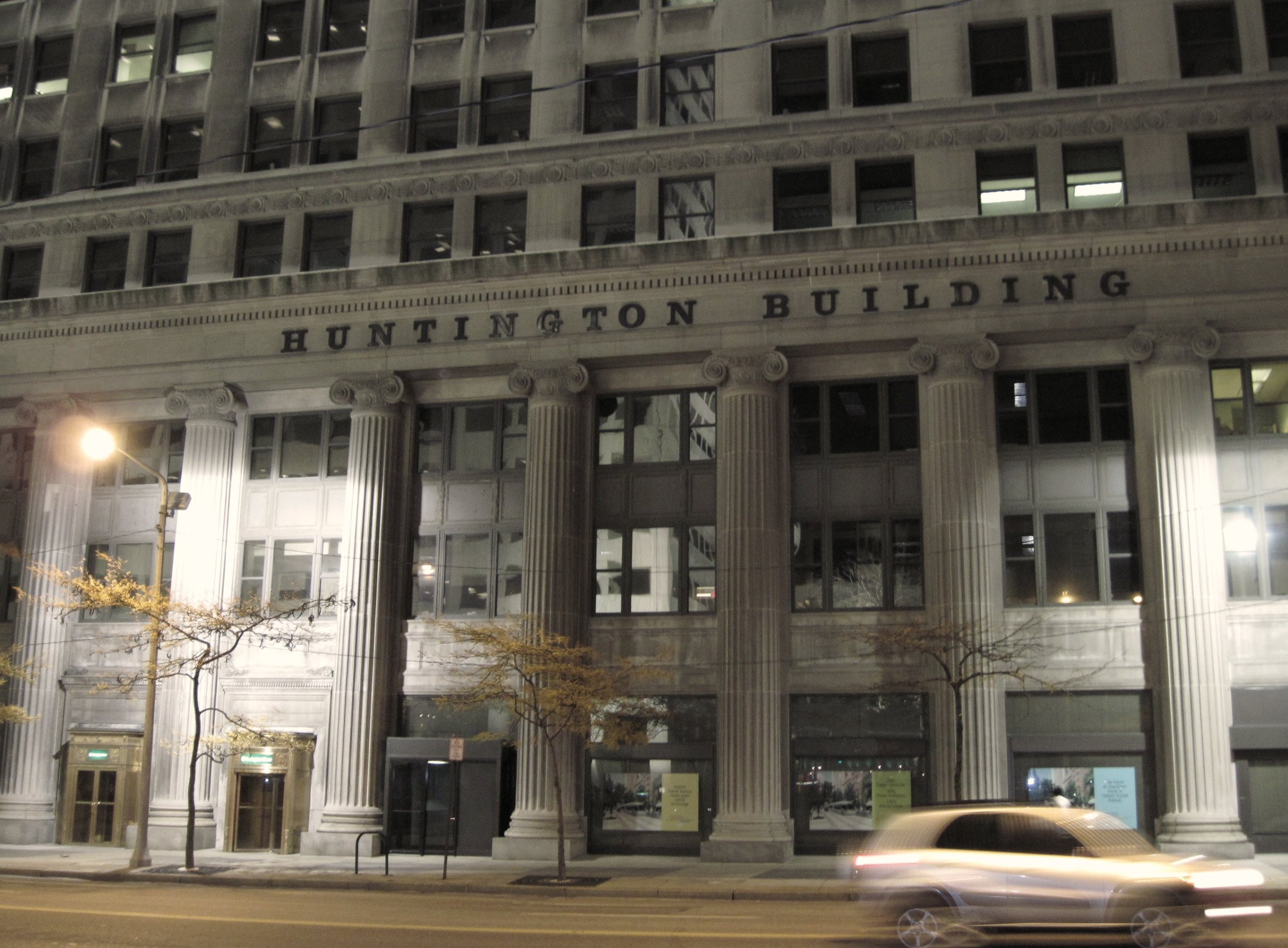
La fachada frente a East 9th Street